# 22775 Jasonelloyd
22775 Jasonelloyd este un asteroid din centura principală de asteroizi.

## Descriere
22775 Jasonelloyd este un asteroid din centura principală de asteroizi. A fost descoperit pe 10 februarie 1999 la Socorro, New Mexico, în cadrul proiectului LINEAR. Asteroidul prezintă o orbită caracterizată de o semiaxă mare de 2,37 ua, o excentricitate de 0,10 și o înclinație de 5,4° în raport cu ecliptica.